# George Saunders
George Saunders (sinh ngày 2 tháng 12 năm 1958) là một tiểu thuyết gia, nhà văn truyện ngắn, nhà văn viết sách thiếu nhi người Mỹ. Các bài viết của ông đã được đăng trên The New Yorker, Harper's, McSweeney's, và GQ. Ông cũng đóng góp cho một cột hàng tuần, American Psyche, của tạp chí cuối tuần The Guardian giai đoạn 2006 và 2008.
Là một giáo sư tại đại học Syracuse, Saunders đã giành được giải Tạp chí Quốc gia về tiểu thuyết vào năm 1994, 1996, 2000, và năm 2004, và giải nhì trong giải O. Henry năm 1997. Bộ sưu tập câu chuyện đầu tiên của ông, CivilWarLand in Bad Decline, là ứng viên vào chung kết cho giải thưởng PEN / Hemingway năm 1996. Năm 2006, Saunders được nhận vào hội MacArthur. Năm 2006, ông đoạt giải World Fantasy cho truyện ngắn "CommComm".
Bộ tuyển tập truyện của ông, In Persuasion Nation, là ứng viên vào vòng chung kết cho người cuối cùng cho giải Story năm 2007. Năm 2013, ông đã đoạt giải PEN/Malamud Award và được vào chung kết giải Sách Quốc gia. Tác phẩm của Saunders Tenth of December: Stories giành được giải Story năm 2013 cho các tuyển tập truyện ngắn và giải Folio (2014). Tiểu thuyết của ông Lincoln in the Bardo giành được giải Man Booker 2017.

## Tiểu sử
Saunders sinh ra ở Amarillo, Texas. Ông lớn lên gần Chicago, tốt nghiệp Trường trung học Oak Forest ở Oak Forest, Illinois. Năm 1981, ông tốt nghiệp cử nhân khoa học kỹ thuật địa vật ký từ Trường Mỏ Colorado ở Golden, Colorado.
Năm 1988, ông được trao tặng bằng Thạc sĩ về viết văn sáng tạo của Đại học Syracuse. Trong khi ở Syracuse, ông gặp người bạn đồng hành và vợ Paula Redick; "chúng tôi đã tham gia trong ba tuần, một kỷ lục của Chương trình Viết Sáng tạo Syracuse mà tôi tin rằng vẫn còn"
Ông là sinh viên Phật giáo Nyingma.